# Amblyodipsas teitana
Amblyodipsas teitana är en ormart som tillhör släktet Amblyodipsas inom familjen stilettormar.

## Kännetecken
Ormen är giftig. Längduppgifterna är delvis outredda men en hona på 43,4 cm har hittats.

## Utbredning
Arten lever vid Mbololoberget och Teitaberget i Kenya upp till en höjd på 1 150 meter.

## Levnadssätt
Beteendet är förmodligen som hos andra arter i släktet Amblyodipsas. Det är en grävande orm som äter andra mindre marklevande djur. Den lever på lite högre höjder än de andra arterna i släktet.